# Prix de la critique (Académie française)
Le prix de la critique, ou grand prix de la critique, est un des grands prix de l'Académie française attribué annuellement grâce à la fondation Broquette-Gonin, créé en 1971.

## Liste des lauréats

### Années 1970
- 1971 : Kléber Haedens pour l'ensemble de son œuvre
- 1972 : Georges Poulet pour l'ensemble de son œuvre
- 1973 : Robert Kanters pour l'ensemble de son œuvre
- 1974 : Maurice Chapelan pour l'ensemble de son œuvre
- 1975 : 
  - Gilbert Ganne pour l'ensemble de son œuvre
  - Roger Giron (1900-1990) pour l'ensemble de son œuvre
- 1976 : Pierre-Georges Castex pour l'ensemble de son œuvre
- 1977 : Pierre Sipriot pour l'ensemble de son œuvre
- 1978 : Claude Pichois pour l'ensemble de son œuvre
- 1979 : René Pommier pour Assez décodé

### Années 1980
- 1980 : Paul Bacquet (1925-2005) pour Les pièces historiques de Shakespeare
- 1981 : Pierre Petitfils pour Verlaine
- 1982 : Henry Bonnier pour l'ensemble de son œuvre
- 1983 : Bernard Pivot pour l'ensemble de son œuvre
- 1984 : Ginette Guitard-Auviste (1923-2011) pour Chardonne
- 1985 : Marie-Claire Bancquart pour l'ensemble de ses travaux sur Anatole France
- 1986 : André Sernin pour Alain, un sage dans la Cité
- 1987 : Milan Kundera pour L’art du roman
- 1988 : Frédéric Vitoux pour Céline
- 1989 : Gérald Antoine pour Paul Claudel ou l’Enfer du génie

### Années 1990
- 1990 : Jacques Brenner pour Voyages dans les littératures étrangères
- 1991 : Paul-Louis Mignon pour Charles Dullin
- 1992 : 
  - Claude Sicard (1936-....) pour l'Édition du Journal, de Jacques Copeau
  - Pol Vandromme pour Journal de lectures
- 1993 : Olivier Rony (1952-....) pour Jules Romains, ou l’Appel au monde
- 1994 : François Léger pour Monsieur Taine
- 1995 : André Brincourt pour Messagers de la nuit. Roger Martin du Gard, Saint-John Perse, André Malraux
- 1996 : Christian Péchenard pour ses ouvrages sur Marcel Proust
- 1997 : François Taillandier pour Aragon (1897-1982), "Quel est celui qu’on prend pour moi ?"
- 1998 : Michel Crépu pour Le Tombeau de Bossuet

### Années 2000
- 2000 : Jean-Claude Lebrun pour l'ensemble de son œuvre
- 2001 : Laure Murat pour La Maison du Docteur Blanche
- 2002 : 
  - Pierre Jourde pour La Littérature sans estomac
  - Serge Koster pour Adieu grammaire !
- 2003 :
  - Daniel Aranjo (1950-....) pour Tristan Derème, le télescope et le danseur
  - Catherine Delons pour Narcisse Ancelle, persécuteur ou protecteur de Baudelaire
- 2004 : Henri-Jean Martin pour Les métamorphoses du livre
- 2005 : Jacques Body pour Jean Giraudoux
- 2006 : Antoine Compagnon pour Les Antimodernes, de Joseph de Maistre à Roland Barthes
- 2007 : Diane de Margerie pour Noces d’encre
- 2008 : Michel Crouzet pour Stendhal et l’Amérique et l’ensemble de ses travaux sur Stendhal
- 2009 : Bernard de Fallois pour l'ensemble de son œuvre critique

### Années 2010
- 2010 : Pierre-Marc de Biasi pour Gustave Flaubert. Une manière spéciale de vivre
- 2011 : Tzvetan Todorov pour l'ensemble de son œuvre
- 2012 : Claude Leroy pour Dans l’atelier de Cendrars
- 2013 : Jean-Claude Berchet pour l'ensemble de son œuvre
- 2014 : Luc Fraisse pour L'Éclectisme philosophique de Marcel Proust
- 2015 : Jean-Pierre Richard pour l'ensemble de son œuvre
- 2016 : Jean-Paul Enthoven pour Saisons de papier
- 2017 : Jean-Yves Pouilloux pour L’Art et la Formule
- 2018 : André Tubeuf pour l'ensemble de son œuvre
- 2019 : Jean Céard pour l'ensemble de ses travaux critiques

### Années 2020
- 2020 : Cécile Guilbert pour Roue libre
- 2021 : Béatrice Didier pour l'ensemble de ses travaux critiques
- 2022 : Sylvain Menant pour Voltaire et son lecteur. Essai sur la séduction littéraire et l’ensemble de ses travaux critiques
- 2023 : Jean Canavaggio pour l’ensemble de ses travaux critiques
- 2024 : Anne Michelet pour son travail de critique de presse